# Ричард Монтагю
Ричард Мòнтагю (на английски: Richard Montague, 20 септември 1930 Стоктън, Калифорния - 7 март 1971, Лос Анджелис) е американски математик, логик, философ и лингвист. Той е класик на формалната семантика на естествените езици.
Т.нар. „граматика на Монтагю“, която той развива като универсална граматика, е свидетелство за логическия подход към семантиката на естествените езици и, по-специално, за приложението на интенционалната логика при обяснението на понятието за „значение“ по отношение на естествените езици. Този подход към езика има особено влияние сред някои компютърни лингвисти, може би повече, отколкото сред по-традиционно настроените философи на езика.

## Смърт
На 7 март 1971 г. в Лос Анджелис е намерен удушен с кърпа в банята на собствения си дом. Убийството на Монтагю така и не е разкрито.